# Néblon-le-Pierreux
Néblon-le-Pierreux est un hameau de la commune d'Ouffet dans la province de Liège en Région wallonne (Belgique). Avant la fusion des communes, Néblon-le-Pierreux faisait déjà partie de la commune d'Ouffet.

## Situation
Ce hameau du sud du Condroz s'étend le long d'une rue unique suivant le cours du Néblon (rive gauche), un affluent de l'Ourthe, entre Néblon-le-Moulin et Hamoir qui se trouve à 3 km à l'est. Il s'étend le long de la pittoresque Route nationale 623. Franchissant le Néblon, une route étroite mène au hameau de Hermanne (commune de Durbuy). La vallée du Néblon qui longe la limite sud-est de la commune d'Ouffet traverse les hameaux de Néblon-le-Pierreux et Néblon-le-Moulin (plutôt un 'lieu-dit' du précédent). Entre Jenneret et Néblon-le-Pierreux le Néblon délimite la frontière entre les provinces de Liège et de Luxembourg. 

## Toponymie
Dès 1417, un chanoine noble de Saint-Pierre à Liège accense en trescens une série d'héritages en "Eblon le piereusse".

## Description
Le hameau est principalement composé de maisons bâties en moellons de grès ou en briques rouges. Une très ancienne carrière de grès a été creusée dans le versant droit de la vallée du Néblon, près de sa confluence avec l'Ourthe.

## Patrimoine
- Un moulin à eau, mentionné dès 1249[1],[4], est situé sur un bief du Néblon: c'est Néblon-le-Moulin'. Dans les années 1960, un dancing y avait été aménagé.

## Pour approfondir

### Source et lien externe
Site de la commune d'Ouffet